# Sojuz 11
Sojuz 11 var missionsbetegnelsen på en flyvning med den sovjetiske rumkapsel Sojuz til den sovjetiske rumstation Saljut 1. Det var historiens første succerige sammenkobling mellem en rumkapsel og en rumstation, og den nittende flyvning i det sovjetiske Sojuz-rumprogram.
Kosmonauterne, Georgi Dobrovolski, Viktor Pazajev og Vladislav Volkov, forlod Bajkonur-kosmodromen den 6. juni 1971. Efter den vellykkede sammenkobling med Saljut 1, blev de den næste dag, historiens første besætning på en bemandet rumstation.
På turen tilbage til jorden den 29. juni 1971 omkom besætningen. En defekt luftventil, der skulle have åbnet kort før landingen for at udligne trykket i kapslen med luften uden for, åbnede allerede ved frakoblingen. Derved forsvandt luften i rumkapslen ud i verdensrummet og besætningen blev kvalt. Kosmonauterne fik en statsbegravelse.
De tre kosmonauter er de eneste mennesker, der er døde i rummet.
Rumkapslen blev efterfølgende gennemgribende ændret, så der blandt andet kun var plads til to mand, der nu kunne være iført rumdragter under flyvningen, med større sikkerhed til følge.